# Kurt Land
Kurt Land (Viena, Austria, 19 de febrero de 1913-Nueva York, Estados Unidos, 19 de julio de 1997) fue un montajista y director de cine austríaco que tuvo una prolongada carrera artística en Argentina. 

## Su inicio como montador
Emigró a Argentina y trabajó en Argentina Sono Film arrastrando el carrito de la máquina de la cámara. Por pedido de John Alton que estaba dirigiendo la filmación de Puerta cerrada (1939) fue tomado para ayudarlo en el montaje de esa película por el montajista Carlos Rinaldi, quien después lo recomendó a Carlos Borcosque para hacer esa tarea en Y mañana serán hombres... y empleado como compaginador de Argentina Sono Film. Luego se fue a trabajar a los Estudios Baires y en 1950 tuvo oportunidad de dirigir su primera película, Hoy canto para ti. Fue uno de los fundadores de la entidad Directores Argentinos Cinematográficos en 1958.

## Filmografía
Director
- El hombre del año  (1970)
- El sátiro  (1970)
- La culpa  (1969)
- El asalto  (1960)
- Evangelina  (1959)
- Dos basuras  (1958)
- Alfonsina  (1957)
- Estrellas de Buenos Aires (1956)
- Surcos en el mar (1956)
- Bacará (1955)
- La delatora (1955)
- Adiós problemas (1955)
- Los problemas de papá (1954)
- La telaraña (1954)
- Mercado negro (1953)
- Asunto terminado (1953)
- Como yo no hay dos (1952)
- Vuelva el primero (1952)
- ¡Qué hermanita! (1951)
- Hoy canto para ti (1950)

Editor
- Viaje sin regreso (1946)
- Chiruca (1946)
- Lauracha (1946)
- Se abre el abismo (1945)
- La casta Susana (1945)
- Villa Rica del Espíritu Santo (1945)
- Delirio (1944)
- Casa de muñecas (1943)
- Stella (1943)
- Ceniza al viento (1942)
- Una novia en apuros (1942)
- La hora de las sorpresas (1941)
- Último refugio (1941)
- El Loco Serenata (1939)

Productor
- Vidalita (1949)
- Siete mujeres (1944)

Asistente de editor
- Madame Bovary (1947)
- Vidas marcadas (1942)

Guionista
- Como yo no hay dos (1952)